# Dodge Tomahawk
Dodge Tomahawk je bil konceptni štirokolesni motocikel, ki ga je razvil Dodge in predstavil na 2003 North American International Auto Show v Detroitu. Dodge je trdil, da naj bi dosegel hitrost 420 mph (680 km/h), sicer ga niso nikoli testirali čez 100 mph (160 km/h). Poganjal ga je 500 konjski 10-valjni V-motor z delovno prostornino 8,3 litra, ki izhaja iz avtomobila Dodge Viper. Zgradili so samo 9 primerkov, Tomahawk ni imel dovoljenja za vožnjo po javnih cestah. 